# Франкенштейн (фільм, 2004)
«Франкенштейн» (англ. Frankenstein) — американський телевізійний фільм 2004 року.

## Сюжет
Детектив О'Коннер і його помічник Майкл Слоун розслідують справу серійного вбивці, який калічить людей і викрадає їх внутрішні органи. Вони дізнаються, що під ім'ям Віктор Хеліос ховається доктор Віктор Франкенштейн, якому вдалося прожити більше двох сотень років після своїх генетичних експериментів.

## У ролях
| Актор           | Роль                     |
| --------------- | ------------------------ |
| Паркер Поузі    | детектив Карсон О'Коннор |
| Венсан Перес    | Девкаліон                |
| Томас Кречман   | Віктор Геліос            |
| Адам Голдберг   | детектив Майкл Слоун     |
| Івана Миличевич | Еріка Геліос             |
| Майкл Медсен    | детектив Харкер          |
| Дебора Дюк      | Анжеліка                 |
| Енн Махоні      | Дженна                   |
| Денин Тайлер    | Кетлін Берк              |
| Бретт Райс      | детектив Фрай            |